# Juan Francisco Ordóñez
Juan Francisco Ordóñez González (Santo Domingo, 4 de octubre de 1961) es un guitarrista y compositor dominicano. Es considerado un innovador del lenguaje de la guitarra dominicana mediante una fusión de blues, rock y jazz con su estilo particular, influenciado por el color de la bachata y el son.

## Biografía
Nació en el barrio de San Carlos de la ciudad de Santo Domingo, hijo de José Ordóñez García y Crisanta González, emigrantes asturianos. Realizó sus estudios primarios y secundarios en el Colegio Dominicano De la Salle y obtuvo una licenciatura en Ciencias Económicas en la Universidad Autónoma de Santo Domingo. A los 11 años, comenzó sus estudios de guitarra con el profesor Blas Carrasco, continuándolos luego de forma autodidacta. Aprendió lectura musical con la profesora Sonia de Piña.
Entre 1976 y 1977, formó parte del grupo Convite, referencia imprescindible para hablar del rescate y transformación del folklore dominicano en los años 70.
A fines de 1982, fundó con Luis Días el grupo Transporte Urbano, del cual fue guitarrista líder por casi 25 años. En el año 1985, Ordóñez viajó a Moscú, antigua URSS,  donde realizó varias presentaciones junto a Patricia Pereyra  y Luis Días en el marco del Festival Mundial de la Juventud y los Estudiantes.
Por esa época, desarrolló algunos proyectos de fusión como el trío OFS, con Guy Frómeta en batería y Héctor Santana en el bajo. Este grupo viajó a Perú, en 1986, donde se presentó junto a Sonia Silvestre en el Festival de la Nueva Canción Latinoamericana. OFS También se presentó en junio de ese año con la cantante Patricia Pereyra en la cuarta edición del "Carnaval du Soleil" de Montreal.
En los noventa creó "Trilogía", trío de fusión junto a Héctor Santana y el percusionista Chichí Peralta
.
En noviembre del 2012, el grupo Ordóñez Trío fue seleccionado para la apertura de la decimosexta versión del «DR Jazz Festival», junto a personalidades relevantes de las cuerdas caribeñas como Pancho Amat y Pedro Guzmán,  entre otros.
Fue director del grupo La Vellonera que acompañó al cantautor Víctor Víctor en sus presentaciones hasta su fallecimiento en 2020. También realiza conciertos periódicos con su grupo de fusión latina.

## Labor Profesional
Ordóñez ha desarrollado una carrera como solista y como arreglista de artistas particulares y de bandas sonoras de películas, como en el corto Frente al mar  sobre el cuento homónimo de la escritora dominicana Hilma Contreras y Azúcar amarga del director León Ichaso.
Ha trabajado como guitarrista de estudio y en presentaciones para diferentes artistas y grupos de la República Dominicana, Iberoamérica y España.
También, ha participado en jam sessions con músicos de jazz como Paquito de Rivera, Charlie Haden y  Don Cherry.
Ha sido también profesor de varias generaciones de guitarristas.

## Discografía
- Trilogía editado a casete en 1988 y reeditado como CD por Patín Bigote Music en 2004.[12]
- Cabaret Azul coproducido con Patricia Pereyra en 1989 y reeditado por TEREKE 2002.[13] Este CD fue incluido en la lista de "Los 100 álbumes esenciales de la música Dominicana", que publicó la Asociación de Cronistas de Arte (Acroarte) en julio de 2013.[14]
- Radio Recuerdo editado en 2001 por la fundación Madora.[15]

- Bachata entre Amigos. En 2005 fue coproductor, arreglista y guitarrista de este disco de  Víctor Víctor donde participaron los cantautores Joaquín Sabina, Joan Manuel Serrat, Pedro Guerra, Silvio Rodríguez, Pablo Milanés, Fito Páez y Víctor Manuel, entre otros.[16]
- El Trio.  Vol.1.  Del año 2019. Ordóñez Trío en Spotify.